# 石田寛 (地理学者)
石田 寛（いしだ ひろし、1919年3月1日 - 2019年1月22日）は、日本の地理学者、広島大学名誉教授。岡山県出身。

## 経歴
岡山県熊山村（後の熊山町→赤磐市）に生まれ、岡山県第二岡山中学校（後の岡山県立岡山操山中学校・高等学校の前身）から広島高等師範学校地歴科に進み、1940年3月に文科第三部乙を卒業、さらに京都帝国大学文学部で地理学を学んだ。1942年9月、文学部史学科地理学専攻を繰り上げ卒業後、大学院に進んだが、召集を受け10月に中部第48部隊（歩兵第10連隊留守隊）に入隊した。1944年8月兵科見習士官として陸軍中央通信調査部に配属され、アメリカ軍の暗号解読に従事した。1945年1月陸軍少尉に昇進したが、敗戦を受け、9月に召集解除となった。
1945年の枕崎台風の際には、熊山町の自宅や農地が大きな被害を受けた。
戦後は、岡山県玉野中学校（現：岡山県立玉野高等学校）や岡山県第一高等女学校（現：岡山県立岡山操山中学校・高等学校）の教諭を経て、1948年11月に岡山師範学校教授となり、学制改革を経て岡山大学教育学部講師、1952年12月から助教授となり、さらに、ミシガン大学日本研究センター岡山分室で同世代のアメリカ人研究者と交流を深めるようになった。
1962年には、「日本の牧畜および放牧地域の地理学的研究」により、京都大学から文学博士を授与された。
1962年から1964年にかけて、文化交流員としてニュージーランドへ赴き、オークランド大学にマオリ族の農牧業の研究を提出して、1966年にはPh.D.を取得した。
1966年に広島大学文学部助教授となり、1972年に教授に昇任、1982年には定年退職して名誉教授となり、さらに福山大学に移った。福山大学では、学長補佐などを歴任し、1996年に定年退職となった後も、特任教授、客員教授として在職し、90歳でなお教鞭を執った。叙従四位。
津田弘道の伝記として2007年に出版した『津田弘道の生涯』は、岡山出版文化賞に入賞した。
2009年には自伝的エッセイ『地理学のすすめ 卆の地理人生エッセイ』、2012年には同じく『白寿を意識するに非ざれど』を出版した。

## おもな著書

### 単著
- 地域研究のすすめ：続・牛歩遅遅、古今書院、1982年
- 外国人による日本地域研究の軌跡、古今書院、1985年
- 地域研究のための英和用語辞典、古今書院、1999年
- 津田弘道の生涯：維新期・岡山藩の開明志士、吉備人出版、2007年
- 地理学のすすめ 卆の地理人生エッセイ、古今書院、2009年
- 白寿を意識するに非ざれど、吉備人出版、2012年

### 編著
- 熊山槗と熊山驛、熊山町、1988年

### 訳書
- （浅黄谷剛寛との共訳）カンバーランド著、南西太平洋：オーストラリア、ニュージーランドおよび太平洋近隣島嶼の地理、朝倉書店、1972年
- （中山晴美との共訳）B.S.パラク著、インド：その国土と人々、帝国書院（全訳世界の地理教科書シリーズ 11）、1978年